# Bürgerhaus (Altwiesloch)

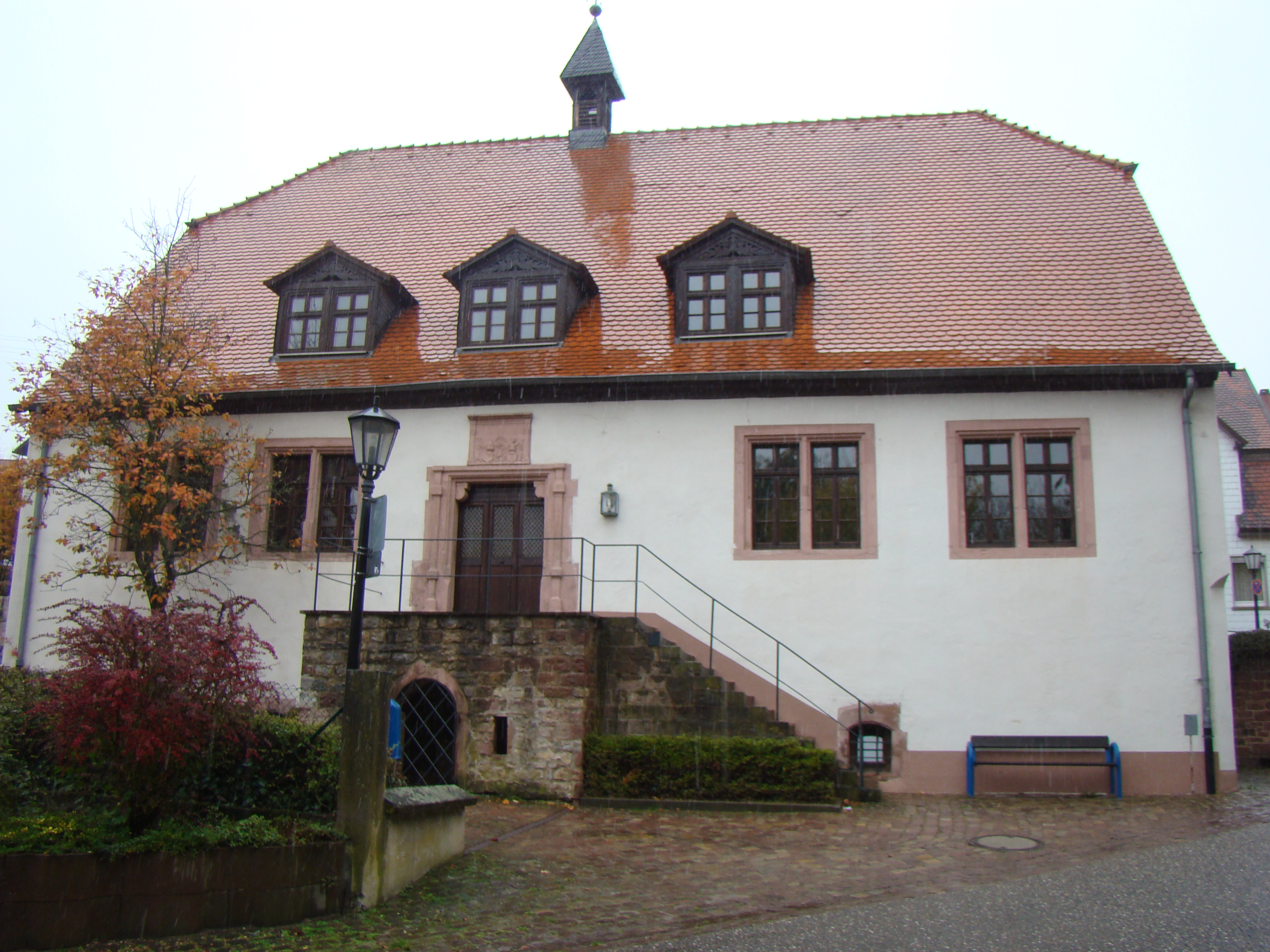
Bürgerhaus in Altwiesloch

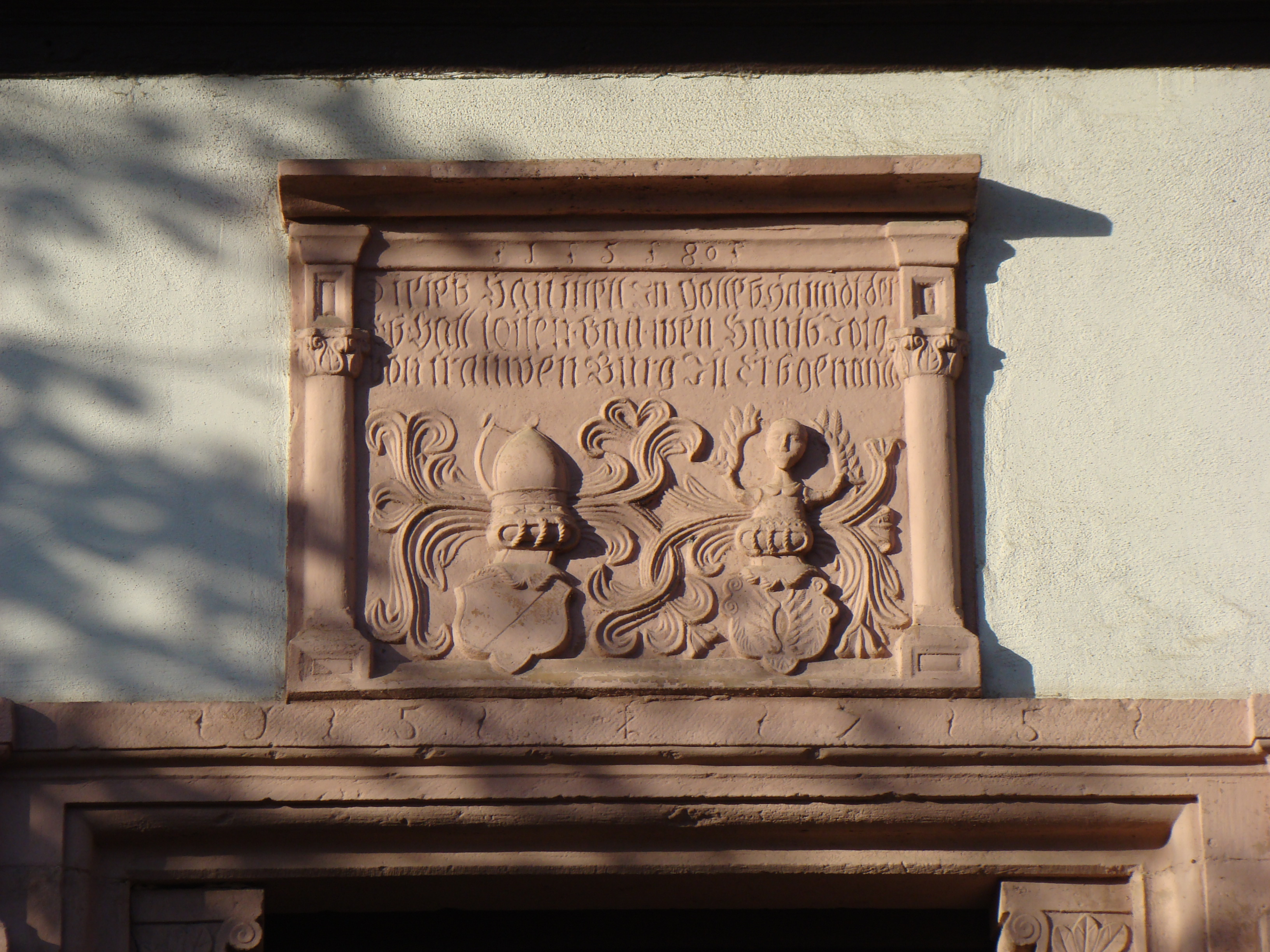
Wappenstein am Portal

Das Bürgerhaus in Altwiesloch, einem Stadtteil von Wiesloch im Rhein-Neckar-Kreis in Baden-Württemberg, ist ein um 1575 erbauter Herrensitz, der seit der Mitte des 19. Jahrhunderts als Schul- und Verwaltungsgebäude genutzt wird.

## Geschichte
Die Ursprünge des Gebäudes liegen im herrschaftlichen Hofgut, das sich westlich der Wasserburg Altwiesloch erstreckte. Burg und Ort Altwiesloch waren zunächst jeweils in einer Hand, bevor der Besitz bei der Nippenburgschen Erbteilung nach dem Tode Georgs von Nippenburg 1571 in vier Teile zerfiel. Das Hofgut kam dabei an Maria von Nippenburg, die mit Hans Jörg von Frauenburg verheiratet war.
Hans Jörg ließ im nördlichen Bereich des Gutes in den Jahren 1575 bis 1580 ein Herrenhaus errichten. Da er kurz darauf im Streit einen der Herren von Helmstatt erschlug, wurde er in Mannheim inhaftiert. Aufgrund der auflaufenden Schulden veräußerte seine Familie den Besitz 1604 an den Wieslocher Junker Johann Scheibel. Dessen Sohn Heinrich Ludwig vererbte den Besitz 1688 an die Kinder von Johann Konrad von Helmstatt, wobei der Besitz am Herrenhaus an Anna Christina von Helmstatt kam, die mit Georg von Auerbach verheiratet gewesen, aber seit 1677 bereits Witwe war. Sie vermachte den Grundbesitz 1699 ihrem Sohn Johann Dietrich von Auerbach, der jedoch bereits ein Jahr nach der Mutter kinderlos starb und seine Güter seinen sieben Schwestern und dem Ritterkanton Kraichgau vermachte.
Das Herrenhaus diente der Schwester Albertine Louise ab 1710 als Witwensitz. Aus finanziellen Gründen verkaufte sie ihren Altwieslocher Besitz 1718 an den kurpfälzischen Regierungs- und Hofgerichtsrat Nisette von Löwenburg, behielt sich jedoch ein Auslösungsrecht vor und verkaufte den Besitz dann später an ihren Schwiegersohn Johann Reinhard von Süchteln. Dessen Ehefrau Hedwig Juliane von Wintzingerode hatte Schulden bei dem Sinsheimer Juden Baruch Weyl, weswegen die kurpfälzische Regierung den Besitz in Altwiesloch einzog und Weyl überschrieb. Dieser verkaufte den Besitz an den kurpfälzischen Hofkanzler Georg August von May. Nach dem Tod von dessen Töchtern erwarben 1780 die Herren von Leoprechting das Herrenhaus mit Ländereien.
In der ersten Hälfte des 19. Jahrhunderts erwarb dann der badische Staat das Anwesen, errichtete zunächst eine Domäne und überschrieb das Herrenhaus dann um 1850 der Gemeinde Altwiesloch, die darin ein Rat- und Schulhaus einrichtete.